# Burhanizmus
A burhanizmus (orosz: Бурханизм, altáji: Burkan јаҥ) vagy másképp Ak-Jaŋ(g) (altáji: ak jaҥ )  egy új vallási mozgalom, amely eredetileg a 20. század elején keletkezett és a század első felében virágzott az orosz Altaj köztársaság bennszülött népe körében, majd a 20. század végén újjáéledt.

## Történet
Eszkatológiai mozgalomként indult, amely ellenezte a sámánizmust, és millenarista jellegűként egy új korszak eljövetelét hirdette az altaji népek számára.
A hívei „fehér hit”nek is nevezik (Ak-Jaŋ(g)), szemben a sámáni „fekete hit”el. 
Addig terjedt az Altaj népei között, amíg a szovjet vallásellenes politika meg nem törte az ütemét. A Szovjetunió végül elnyomta, mert félt attól, hogy képes egyesíteni a közép-ázsiai török népeket egy közös nacionalista ideológia alatt. 
A peresztrojka alatt és után újjáéledt, de a 20. század folyamán fokozatosan elvesztette eredeti jellemzőinek többségét, napjainkra egyre inkább intézményesültté vált és alkalmazkodott a már létező altáji népi hagyományokhoz. 
Ma egy szinkretista vallási mozgalom, amely a tibeti buddhizmus, a sámánizmus és tengrizmus összetevőit egyesíti, de az ortodox kereszténység is hatással volt rá. 
A 21. században többféle formában létezik.
A 21. század elején a bennszülött altájiak kb. 70%-a vallja magáénak az „altáji hitet” – a burhanizmust és más népi spirituális hagyományokat.